# Matujzy
Matujzy (lit. Matuizos) − wieś na Litwie, zamieszkana przez 1312 ludzi, w rejonie orańskim, 11 km na północny wschód od Oran.
Znajduje tu się stacja kolejowa Matujzy na linii dawnej Kolei Warszawsko-Petersburskiej.